# Rælingen
Rælingen là một đô thị ở hạt Akershus, Na Uy.
Rælingen đã được tách khỏi Fet ngày 1 tháng 1 năm 1929.
Đô thị này nằm giữa Fet và Lørenskog, Rælingen bao gồm các khu vực tây bắc của hồ Øyeren. Khu vực cực bắc của quận được xây và phát triển cùng với khu vực Lillestrøm.
Các nơi quan trọng của đô thị này là Rælingen, Fjerdingby, Løvenstad và Nordby. Phần lớn đô thị này có dân thưa hoặc không có dân.

## Hình ảnh

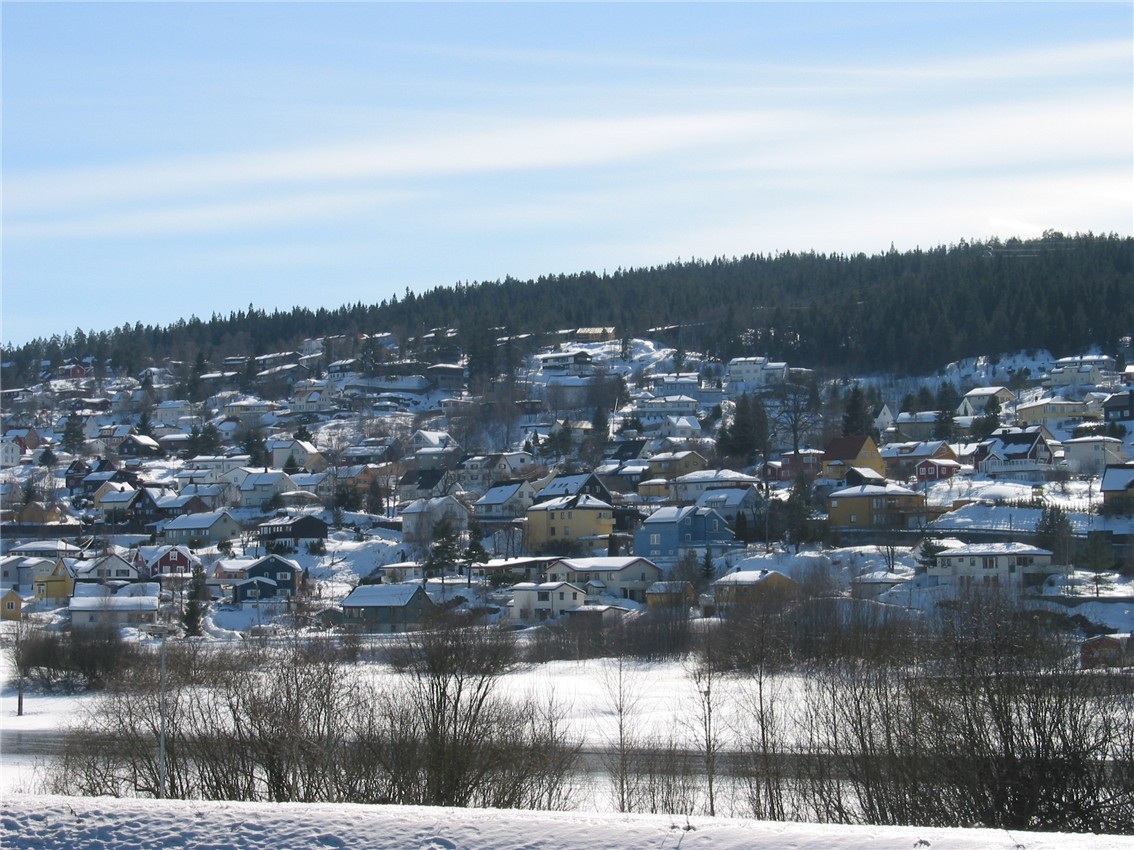
Làng Rælingen ở Rælingen.